# Giuliano da Sangallo
Giuliano Giamberti da Sangallo (Firenze, 1445 – Firenze, 16 ottobre 1516) è stato un architetto, ingegnere militare e scultore italiano.
Tra i migliori continuatori di Brunelleschi ed Alberti nella seconda metà del XV secolo, fu architetto prediletto di Lorenzo il Magnifico, pioniere nello studio delle antichità classiche, progettista di opere assunte come modello nelle linee di ricerca dell'architettura rinascimentale, innovatore nell'ingegneria militare.

## Biografia

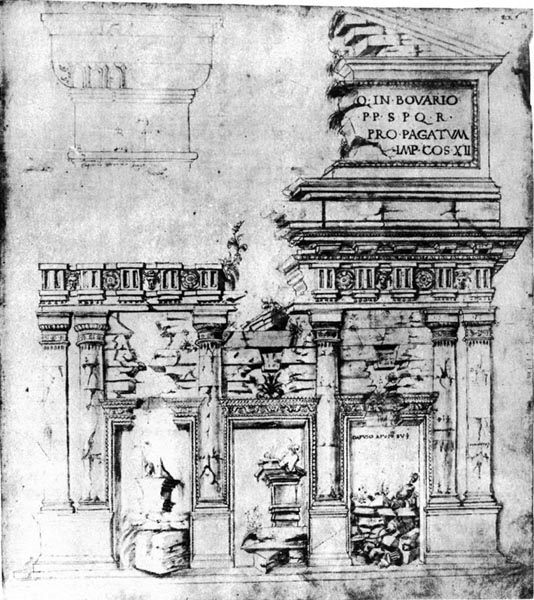
Rilievo della Basilica Emilia

### La formazione
Figlio primogenito di Francesco Giamberti di Bartolo, intagliatore di mobili (anche per i Medici) e probabilmente anche capomastro. Giuliano era infatti fratello di Antonio da Sangallo il Vecchio, zio di Antonio da Sangallo il Giovane e di Bastiano da Sangallo, e padre dello scultore Francesco da Sangallo.
Giuliano come anche il fratello minore Antonio, si formò in un ambiente di artigiani e artisti nella Firenze della seconda metà del Quattrocento.
Fu allievo del Francione, scultore in legno, ebanista ma anche mastro d'ascia e ingegnere di fortificazioni. Durante un giovanile soggiorno romano tra il 1465 e il 1469, studiò e disegnò le antichità, iniziando un'abitudine costante per tutta la sua vita, come testimonia l'ampio corpus di disegni e facendone un elemento fondamentale della propria ricerca architettonica e forse la base per la progettata realizzazione di un trattato di architettura.
Tornato a Firenze si dedicò inizialmente, insieme al fratello Antonio, alla scultura in legno, come da tradizione di famiglia: un'opera di questo periodo è il crocefisso ligneo conservato nella basilica della Santissima Annunziata, scolpito insieme al fratello.
Contemporaneamente si impegnò, inizialmente in collaborazione con il maestro Francione alla progettazione di opere di ingegneria militare, grazie alle quali entrò in contatto con i Medici, che in quel momento erano impegnati in una vasta opera di rinnovo del sistema difensivo del territorio, in un periodo politicamente sempre più teso.
Partecipò insieme alla bottega del Francione al rafforzamento delle mura di Colle di Val d'Elsa (1479) e di San Gimignano.

### Al servizio di Lorenzo
A partire dal 1470, lavorò come architetto a Firenze, in collaborazione con il fratello, costruendo soprattutto palazzi per importanti famiglie.
Negli stessi anni si trovò in concorrenza con l'antico maestro Francione nella progettazione di fortificazioni, per esempio per la fortezza di Sarzanello che fu il capolavoro del vecchio artigiano.
Divenne in breve l'architetto prediletto da Lorenzo il Magnifico, che nel 1480 gli commissionò la villa di Poggio a Caiano, prototipo della villa rinascimentale italiana.
Per Lorenzo progettò anche lo scomparso convento presso la Porta San Gallo a Firenze, che gli valse, forse, il soprannome che diverrà il nome di famiglia, la Sagrestia di Santo Spirito e forse la Chiesa di San Salvatore al Monte.
Erede e interprete della tradizione brunelleschiana, partecipò attivamente alla cultura del suo tempo elaborando, attraverso l'attento studio delle forme dell'antichità, soluzioni innovatrici, dando un importante contributo all'elaborazione delle forme architettoniche a pianta centrale con la chiesa di Santa Maria delle Carceri a Prato, anch'essa voluta da Lorenzo.
Nel 1488 Lorenzo, che perseguiva i suoi scopi politici anche attraverso una accorta politica di rapporti culturali attraverso il prestigio dei suoi artisti, inviò Giuliano a Napoli, dal re Ferrante, con un modello di palazzo (non realizzato). Il re ricambiò inviando, tramite Giuliano, statue antiche a Lorenzo.
Del fertile periodo lorenziano sono anche i progetti per la Basilica della Madonna dell'Umiltà a Pistoia (per la quale le attribuzioni non sono univoche) e quello per il palazzo in via Laura, non realizzato.
Lorenzo incaricò Giuliano anche di varie opere militari, in un piano complessivo di rafforzamento delle difese territoriali di Firenze. A lui affidò il progetto della nuova Fortezza di Poggio Imperiale a Poggibonsi (1488-1511) con i suoi innovativi bastioni poligonali.

### In giro per l'Europa

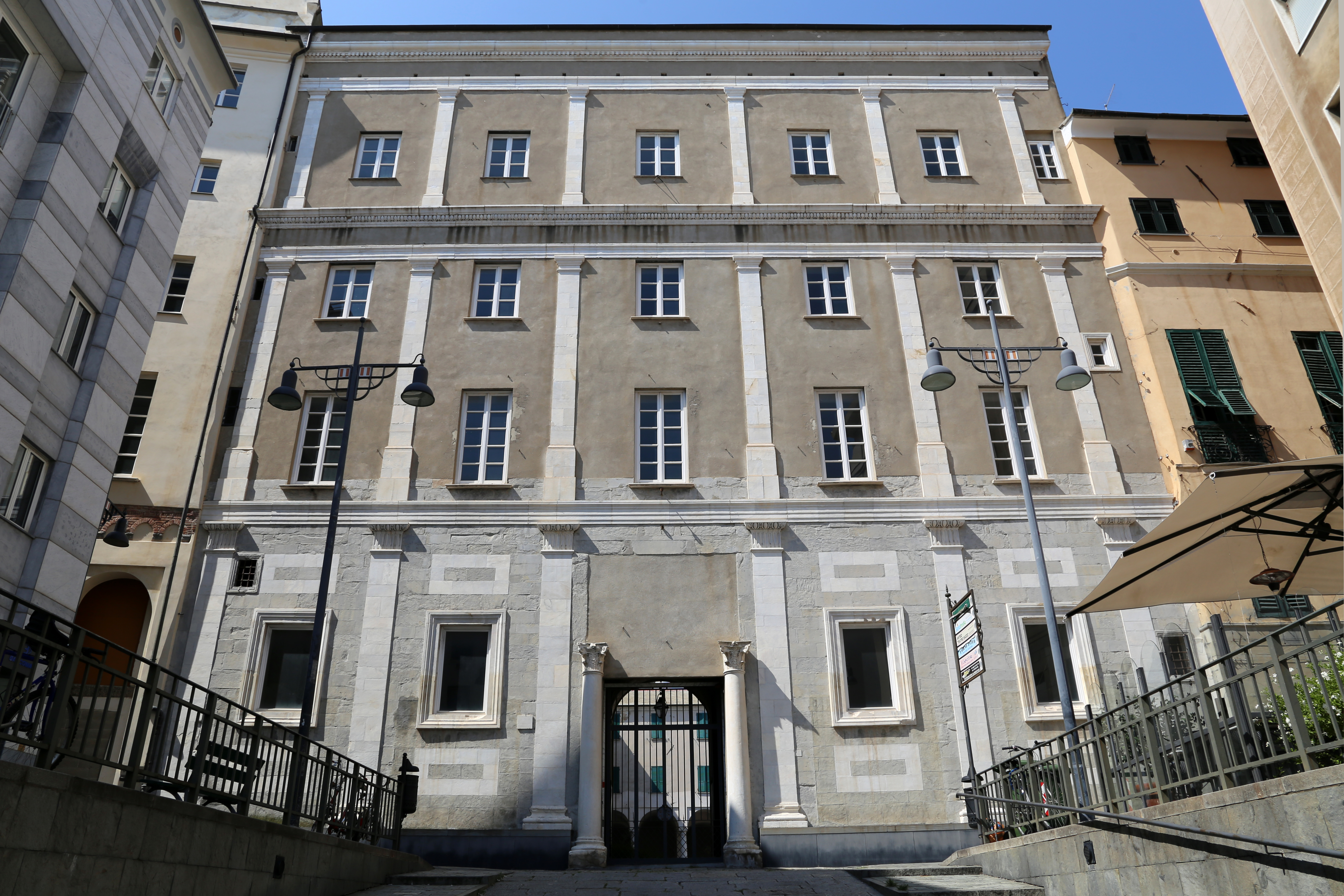
Palazzo Della Rovere a Savona

Morto Lorenzo nel 1492 e cacciati i Medici nel 1494, Giuliano, dopo essersi dedicato alla chiesa di Prato e visto che i cantieri medicei erano stati abbandonati ed il nuovo clima politico non prometteva nuove committenze, lasciò Firenze.
Nel 1492, su incarico di Piero dei Medici, fu a Milano, dove incontrò Leonardo e Bramante, per presentare un modello della villa di Poggio a Caiano e, forse, di un nuovo palazzo a Ludovico il Moro. Nel 1494 si recò in Francia su invito di Carlo VIII. Tra il 1495 ed il 1497 risiedette a Savona per costruire il palazzo del cardinale Giuliano della Rovere (futuro Giulio II) al seguito del quale, nel 1496, fu di nuovo in Francia, presentò un modello di palazzo al Re che si trovava a Lione e viaggiò in Provenza disegnando i resti romani della regione (per esempio l'arco di trionfo e il teatro di Orange). Lavorò anche a Siena e tra il 1499 e il 1500 si recò a Loreto per occuparsi della cupola del santuario della Santa Casa.

### Roma

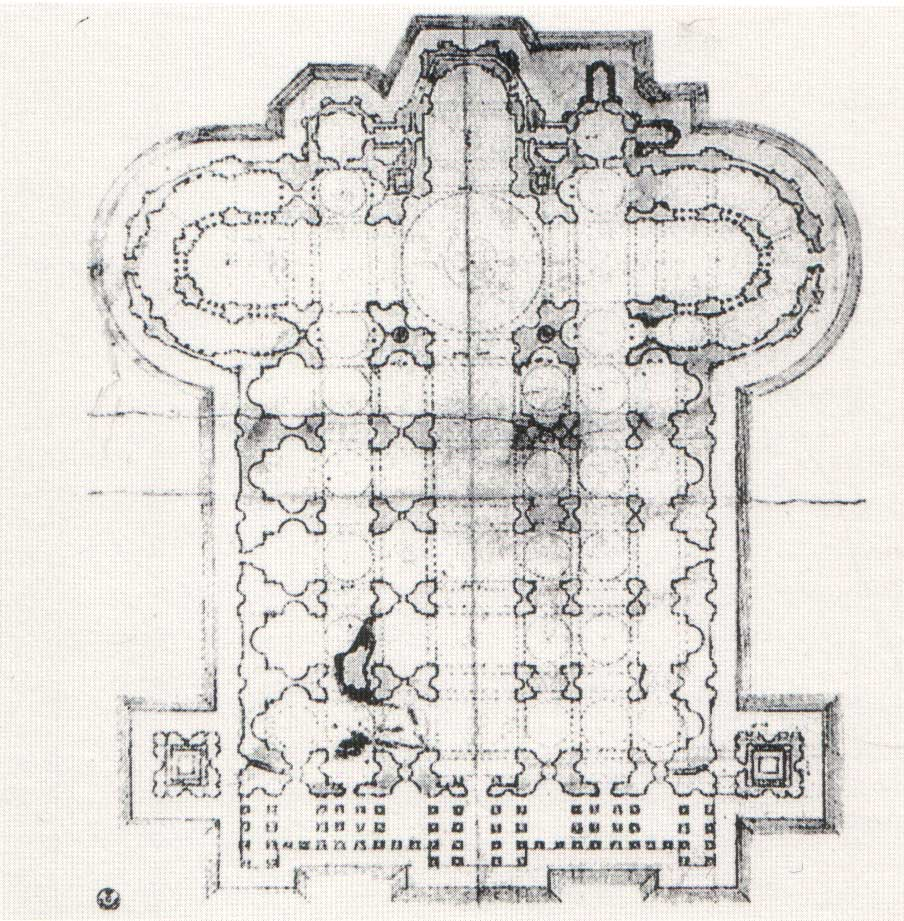
Uno dei progetti per la basilica di San Pietro, Uffizi, Gabinetto Disegni e Stampe, 7A

Ai primi del Cinquecento, dopo l'elevazione al soglio pontificio di Giulio II, si stabilì a Roma lavorando per la corte pontificia. Intorno al 1505, elaborò e propose progetti per la basilica di San Pietro in Vaticano che influenzarono il progetto bramantesco; ma non ebbe quei prestigiosi incarichi in cui sperava, sorpassato appunto dal Bramante. Ritornato momentaneamente a Firenze, dove fu nominato capomastro dell'Opera del Duomo, ritornò a Roma dopo l'elezione di Leone X dei Medici (1513), e per un periodo, fino al 1515, fu capomastro del cantiere di San Pietro (insieme a Raffaello), ma con scarso successo per ciò che riguarda i suoi progetti per la basilica. Restando fedele al linguaggio del primo Rinascimento anche nell'età di Raffaello e Bramante, si trovò a rappresentare una posizione ormai superata.
Tornato a Firenze nel 1515, vi morì l'anno seguente. Il suo ultimo progetto può essere considerato quello per la facciata della Chiesa di San Lorenzo, elaborato per il concorso indetto nel 1516 da Leone X tra i maggiori artisti dell'epoca.

## Opere

### I palazzi fiorentini
A Firenze Giuliano realizzò numerosi palazzi in cui vengono reinterpretati i modelli di Brunelleschi, Alberti e Michelozzo. A Giuliano sono attribuiti:
- il Palazzo della Gherardesca,
- il Palazzo Cocchi Serristori in piazza Santa Croce, già ritenuto di Baccio d'Agnolo),
- il Palazzo Gondi (1490-1501) sul modello di palazzo Medici.

Giuliano dovette avere anche un ruolo nel progetto del Palazzo Strozzi per il quale preparò un modello, ma non sappiamo se corrispondente al progetto realizzato, in quanto il Sangallo non partecipò al cantiere.

### Altre opere fiorentine
Giuliano, soprattutto durante la vita di Lorenzo, lasciò numerose opere a Firenze tra cui:
- La Sagrestia di Santo Spirito (di cui Giuliano non seguì tutte le fasi costruttive) in cui sono presenti molte citazioni linguistiche dalla Sagrestia Vecchia di Filippo Brunelleschi, risolte però in una struttura ottagonale ispirata al battistero fiorentino[14].
- Il chiostro della Chiesa di Santa Maria Maddalena dei Pazzi.
- La chiesa e il monastero di San Gallo, distrutti nel 1529. La chiesa presentava un insolito schema a navata unica con cappelle rettangolari.
- La Cappella Gondi in Santa Maria Novella (1503).

### Poggio a Caiano

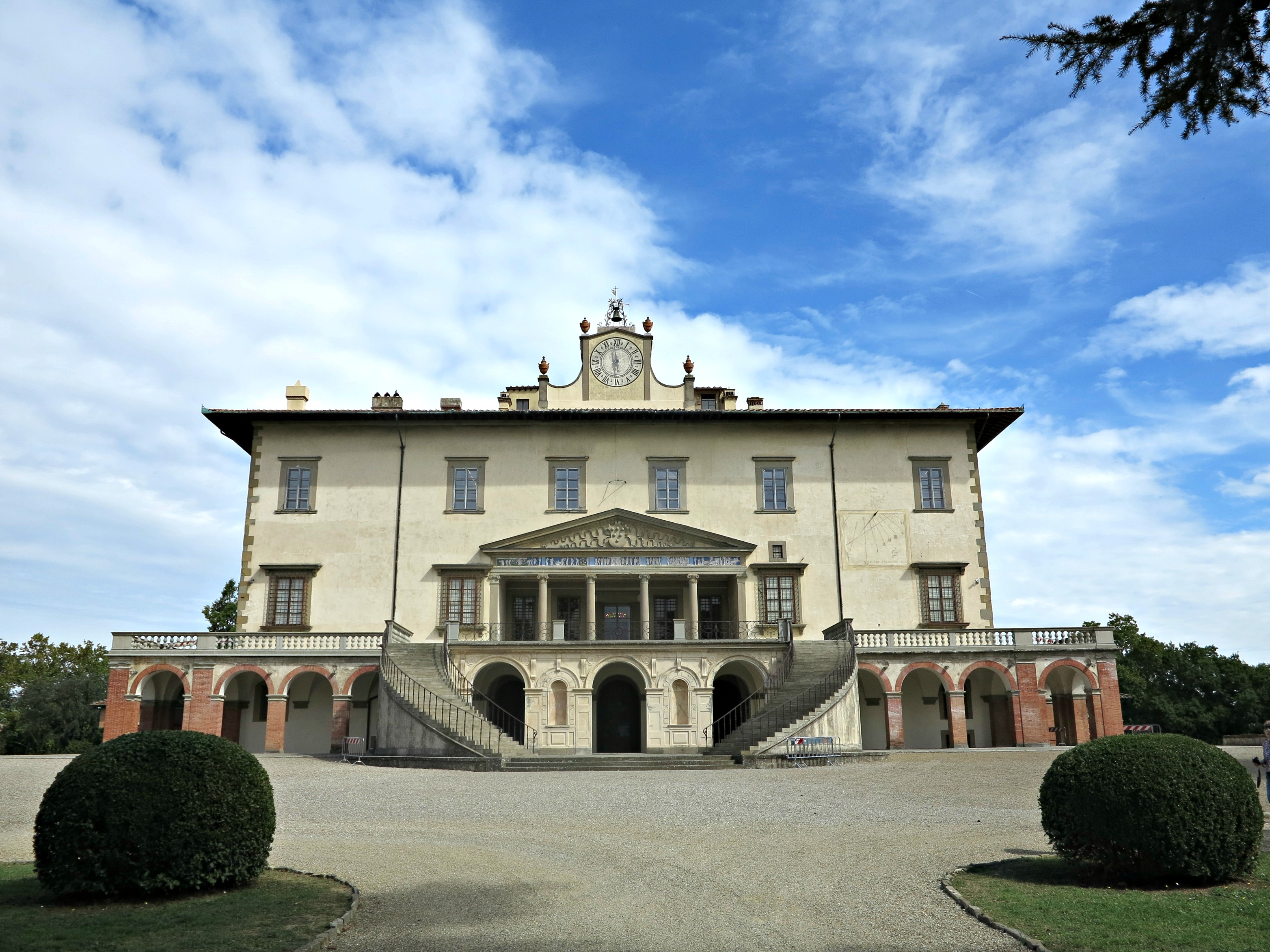
La Villa Medicea di Poggio a Caiano.

L'edificio delle Cascine di Poggio a Caiano attribuito a Giuliano da Sangallo

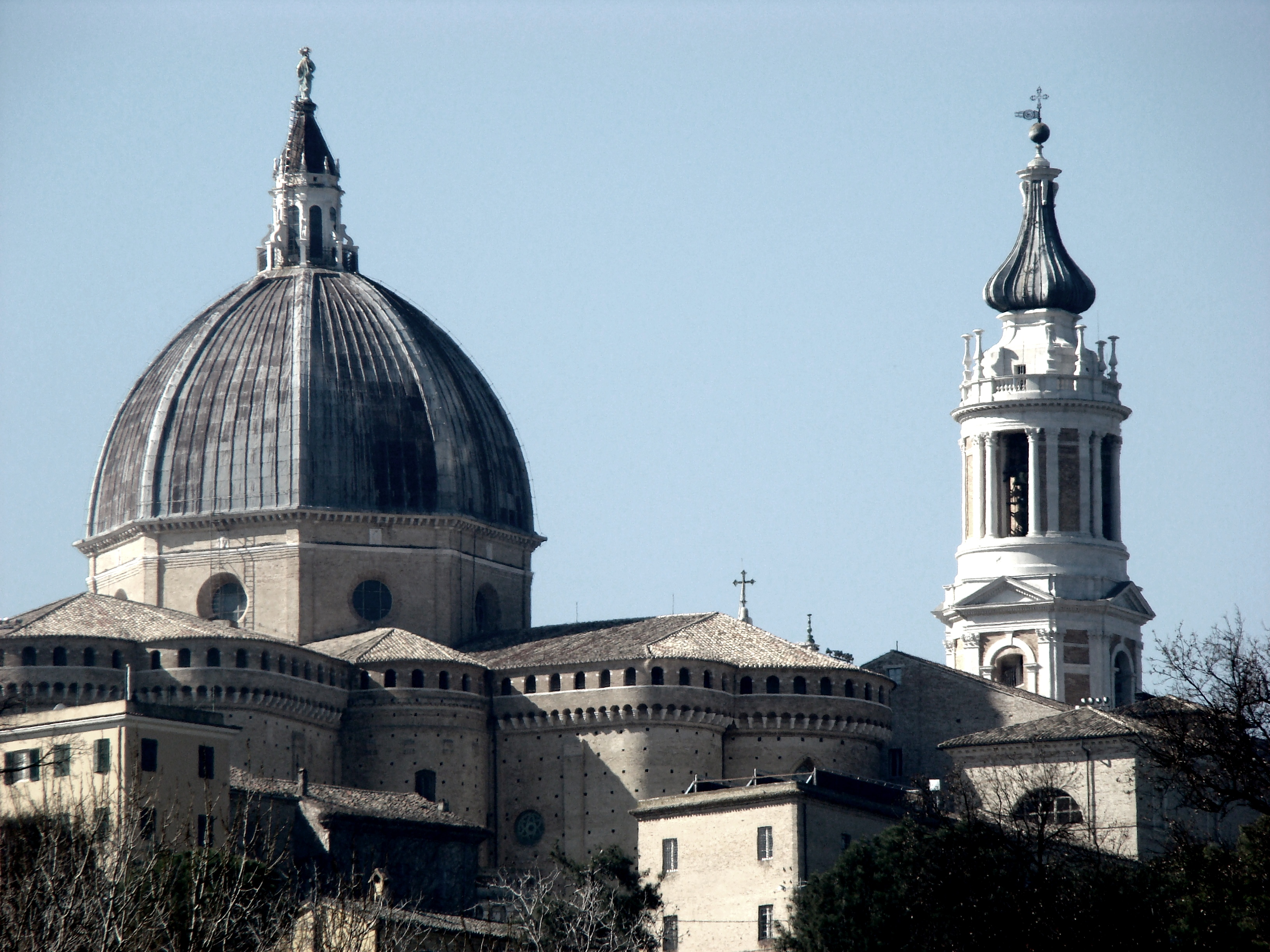
La cupola del Santuario della Santa Casa a Loreto

Il suo lavoro più conosciuto è la Villa Medicea di Poggio a Caiano, prototipo della villa rinascimentale italiana; commissionata da Lorenzo nel 1480, la villa incarna il prestigio economico, politico e sociale del proprietario. L'edificio non sarà visto completato né da Lorenzo né da Giuliano.
Il nitido volume squadrato della costruzione, a due piani con la pianta a forma di H inscritta in un quadrato, si innalza su un ampio porticato che lo circonda su ogni lato. Fondamentale per l'originalità della soluzione è il riferimento all'architettura classica, evidente nell'elegante fronte di tempio ionico posto al centro della facciata. L'allusione al tempio è ulteriormente rafforzata dalla presenza nell'architrave di un fregio in terracotta invetriata che illustra, mediante una serie di simboli e allegorie tratti dalla mitologia antica, il tema dell'ineluttabile scorrere del tempo e il ritorno all'età dell'oro, con allusione esplicita alla pace e al benessere arrecati a Firenze dal governo di Lorenzo il Magnifico. Per questi elementi la villa Poggio a Caiano rappresenta un'assoluta novità nella storia di questa tipologia architettonica, costituendo un diretto precedente della villa-tempio palladiana.
A Poggio a Caiano esiste un'altra opera attribuita a Giuliano da Sangallo, all'interno della grande tenuta dipendente dalla villa, ma posta sull'altra sponda del fiume Ombrone. Si tratta di un grande edificio con una corte quadrangolare, circondato da un fossato, comunemente denominato Cascine e che rappresentata il centro delle varie attività agricole presenti nel vasto possedimento messo insieme da Lorenzo il Magnifico e poi ampliato e arricchito dai granduchi di casa Medici.

### Santa Maria delle Carceri
La sobria ed elegante chiesa di Santa Maria delle Carceri a Prato (1485) fu il suo capolavoro ed una tappa importante nell'elaborazione del linguaggio rinascimentale, concretizzando il vero prototipo di edificio a pianta centrale, dopo le sperimentazioni brunelleschiane ed albertiane. Sulla pianta a croce greca egli innestò, all'incrocio dei due bracci, un attico quadrato che regge, sopra un tamburo, la copertura della cupola e la lanterna. L'esterno è rivestito in marmo con riferimenti romani soprattutto per le finestre e porte con timpano, paraste accoppiate e un timpano anche sull'ingresso L'interno segue modelli brunelleschiani con paraste, trabeazione, fregio e cappelle.

### Altre opere
- Basilica della Madonna dell'Umiltà a Pistoia, progettata intorno al 1490, e di cui Giuliano non seguì il cantiere. Fu completata in pieno XVII secolo da Vasari.
- Il palazzo Della Rovere (1495-1497) a Savona progettato per Giulio II, all'epoca ancora cardinale Della Rovere[19].
- La cupola della Basilica di Loreto; realizzata in soli nove mesi tra il 1499 ed il 1500, dimostra la grande perizia tecnica di Giuliano, visto che la cupola all'epoca era seconda solo a quella fiorentina.
- Il chiostro della Basilica di San Pietro in Vincoli (attribuzione di Vasari, confutata dai contratti dell'epoca che lo vedono impegnato a Firenze, insieme al suo discepolo fidato Orazio de Castro)[20].
- La Cappella del cardinale ungherese Tamás Bakócz a Esztergom, a croce greca con cupola e volte a botte sui bracci laterali (attribuita a Giuliano oppure ad un suo eventuale allievo)[21].

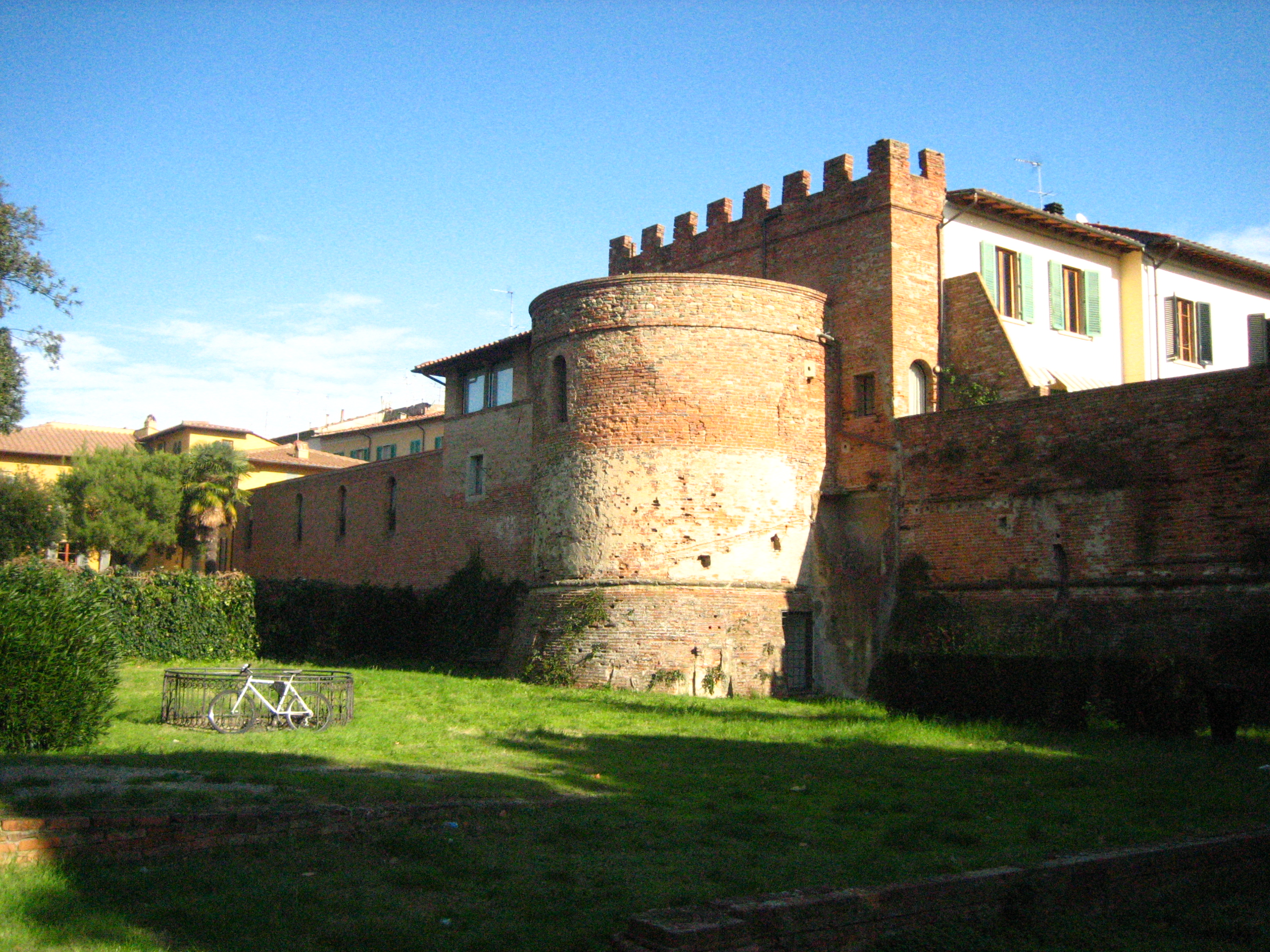
Empoli - Bastione di Santa Brigida (XV-XVI sec.)

### Ingegneria militare

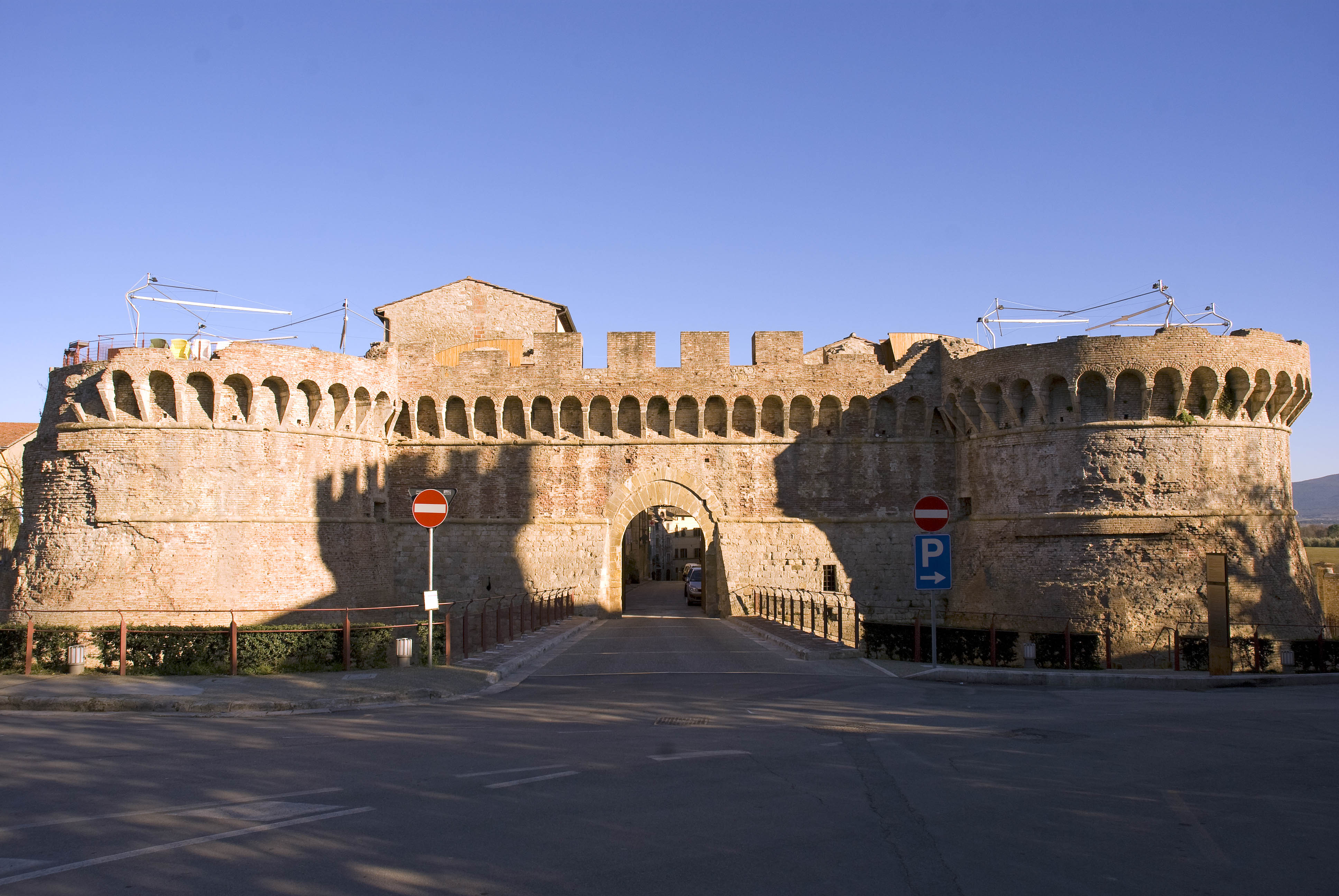
Fortificazione di Colle di Val d'Elsa

Fu anche uno dei più attivi ingegneri militari del suo tempo, contribuendo in modo decisivo allo sviluppo della fortificazione alla moderna in collaborazione con il fratello Antonio, tanto che a volte risulta difficile distinguere l'apporto progettuale di ognuno.
Il ruolo innovativo dei due fu particolarmente importante nella definizione del fronte bastionato e nella forma stessa del bastione che lentamente nel corso del loro lungo operare passò dal modello del torrione circolare al puntone poligonale fino al bastione vero e proprio con fianchi rientranti, come si può vedere in numerose cittadelle e fortificazioni, molte ancora esistenti, progettate per vari committenti:
- Fortezza di Poggio Imperiale a Poggibonsi (1488-1511) commissionata da Lorenzo il Magnifico[22].
- Fortezza di Sansepolcro (1500)[23]
- Grottaferrata
- Cittadella di Sarzana
- Fortificazione di Colle di Val d'Elsa
- Fortezza Medicea di Arezzo, progettata nel 1502 con il fratello Antonio.
- Fortezza di Nettuno, dal 1501; nel progetto di questa fortificazione nota come Forte Sangallo è stato ipotizzato un suo ruolo nel progetto, eseguito però da Antonio.
- La Cittadella Nuova a Pisa, la cui realizzazione fu eseguita con la supervisione di Niccolò Machiavelli[24].
- Mura urbiche difensive di Empoli (1466-1507)

L'attribuzione della rocca di Ostia fatta da Vasari è generalmente ritenuta superata.

### Corpusdei disegni
Giuliano da Sangallo fu uno dei primi architetti rinascimentali di cui sopravvive un'ampia raccolta di disegni di architettura che fu custodita e curata dai suoi eredi. Il corpus grafico è costituito da:
- 21 fogli, conservati presso il Gabinetto dei Disegni e delle Stampe degli Uffizi e tra i quali si trovano i progetti per San Pietro e per la facciata di San Lorenzo.
- Codice Barberiniano Ms Barberini Lat. 4424 della Biblioteca Vaticana. Ricco di disegni di capitelli, basi e dettagli di monumenti antichi; sul frontespizio riporta la data MCCCCLXV, inizio delle sue esperienze a Roma.
- Taccuino senese conservato presso la Biblioteca degli intronati a Siena.